# Diocèse de Kielce
Le diocèse de Kielce (en latin : Dioecesis Kielcensis) est un diocèse catholique de Pologne de la province ecclésiastique de Cracovie dont le siège est situé à Kielce, dans la voïvodie de Sainte-Croix. L'évêque actuel est Jan Piotrowski (en), depuis 2014. 

## Historique
Le diocèse de Kielce a été créé une première fois par le pape Pie VII avec la bulle Indefessum personarum regia dignitate fulgentium, le 13 juin 1805, à partir du diocèse de Cracovie dont il est suffragant. Il a été supprimé en 1818. Le premier évêque, Wojciech Górski (1753-1817), a subi l'inimitié des Russes qui, à sa mort, ont supprimé le diocèse qui a été  ajouté à celui de Cracovie. Puis, pour le détacher du contrôle russe, il a été rattaché à l'évêché de Varsovie.
Le diocèse de Kielce est restauré le 28 décembre 1882 par le pape Léon XIII. Le deuxième évêque, Tomasz Teofil Kuliński (1823-1907), a eu des relations harmonieuses avec le gouvernement russe. Le 28 octobre 1925, le diocèse perd des paroisses au profit de l'archidiocèse de Częstochowa pour permettre sa création. Le 25 mars 1992, le diocèse perd des paroisses pour permettre la création du diocèse de Sosnowiec.

## Églises principales de Kielce

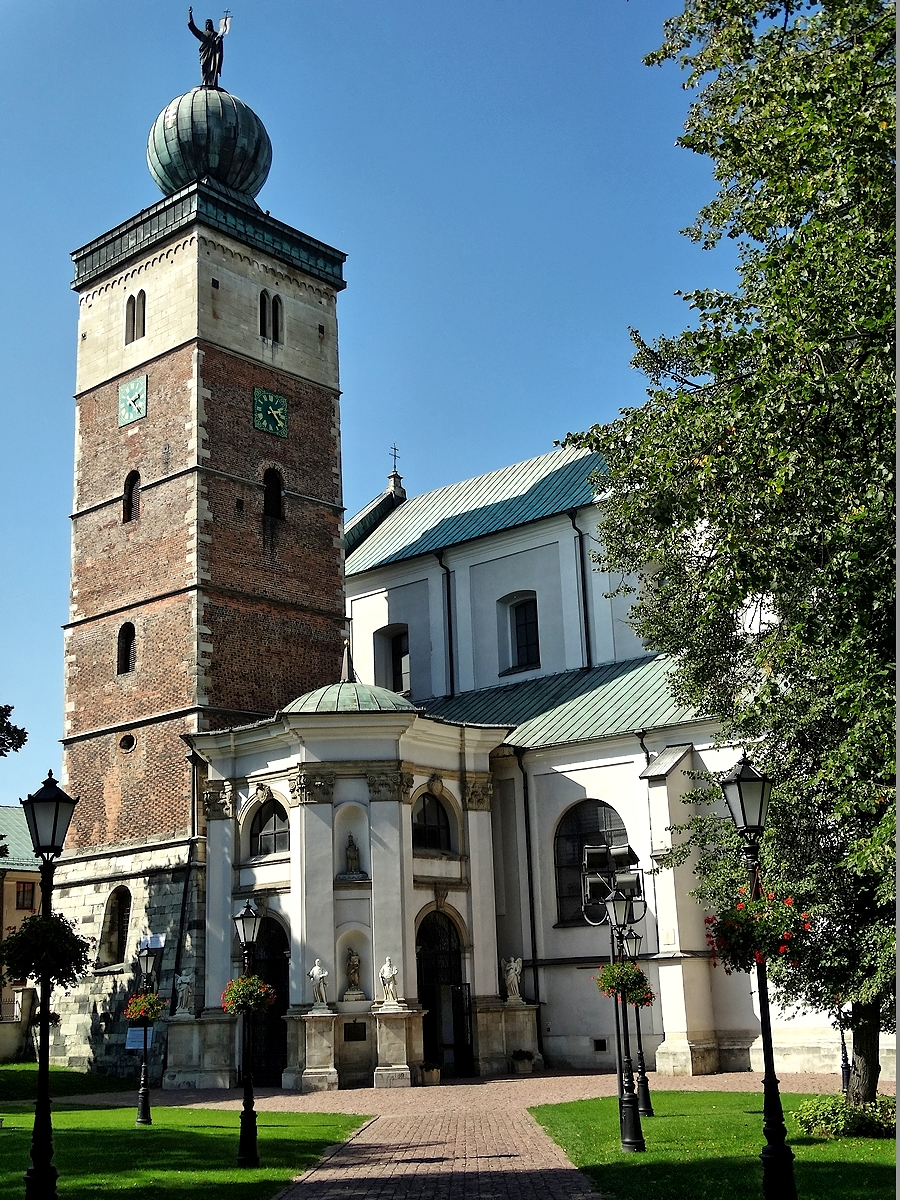
La basilique du Saint-Sépulcre de Miechów.

L'église de l'Assomption-de-la-Bienheureuse-Vierge-Marie (en polonais : Bazylika Katedralna Wniebowzięcia Najświętszej Marii Panny) de Kielce est la cathédrale du diocèse.
- Basiliques mineures :
  - Basilique du Saint-Sépulcre (en polonais : Bazylika Groby Bożego) de Miechów,
  - Basilique collégiale de la Nativité-de-Notre-Dame (en polonais : Bazylika kolegiacka Narodzenia Najświętszej Marii Panny) de Wiślica,
  - Basilique Saint-Martin (en polonais : Bazylika św. Marcina) de Pacanów.

## Évêques
- Wojciech Górski, du 26 juin 1805 jusqu'au 1er février 1818,
- Tomasz Teofil Kuliński, du 15 mars 1883 jusqu'à sa mort le 8 janvier 1907,
- Augustyn Łosiński, du 7 avril 1910 jusqu'à sa mort le 30 mars 1937,
- Czesław Kaczmarek, du 24 mai 1938 jusqu'à sa mort le 26 août 1963,
- Jan Jaroszewicz, du 20 mars 1967 jusqu'à sa mort le 17 avril 1980,
- Stanisław Szymecki, du 27 mars 1981 jusqu'au 15 mai 1993, puis archevêque de Białystok,
- Kazimierz Ryczan, du 17 juillet 1993 jusqu'à sa retraite le 11 octobre 2014,
- Jan Piotrowski (en), depuis le 11 octobre 2014.

- Évêques auxiliaires :
  - Tomasz Teofil Kuliński, du 23 février 1872 jusqu'au 15 mars 1883, puis évêque,
  - Franciszek Sonik, du 16 décembre 1935 jusqu'au 27 novembre 1957,
  - Szczepan (Stefano) Sobalkowski, du 3 juin 1957 jusqu'au 12 février 1958,
  - Jan Jaroszewicz, du 10 décembre 1957 jusqu'au 20 mars 1967, puis évêque,
  - Edward Jan Muszynski, du 26 octobre 1960 jusqu'au 15 mars 1968,
  - Edward Henryk Materski, du 29 octobre 1968 jusqu'au 6 mars 1981,
  - Jan Gurda, du 7 janvier 1972 jusqu'au 16 janvier 1993,
  - Mieczyslaw Jaworski, du 7 mai 1982 jusqu'au 19 août 2001,
  - Marian Florczyk, depuis le 21 février 1998,
  - Kazimierz Gurda, le 18 décembre 2004 jusqu'au 16 avril 2014,
  - Andrzej Kaleta, depuis le 8 novembre 2017.